# Thalictrum tenuisubulatum
Thalictrum tenuisubulatum är en ranunkelväxtart som beskrevs av Wen Tsai Wang. Thalictrum tenuisubulatum ingår i släktet rutor, och familjen ranunkelväxter. Inga underarter finns listade i Catalogue of Life.